# Heimatmuseum Meuselwitz

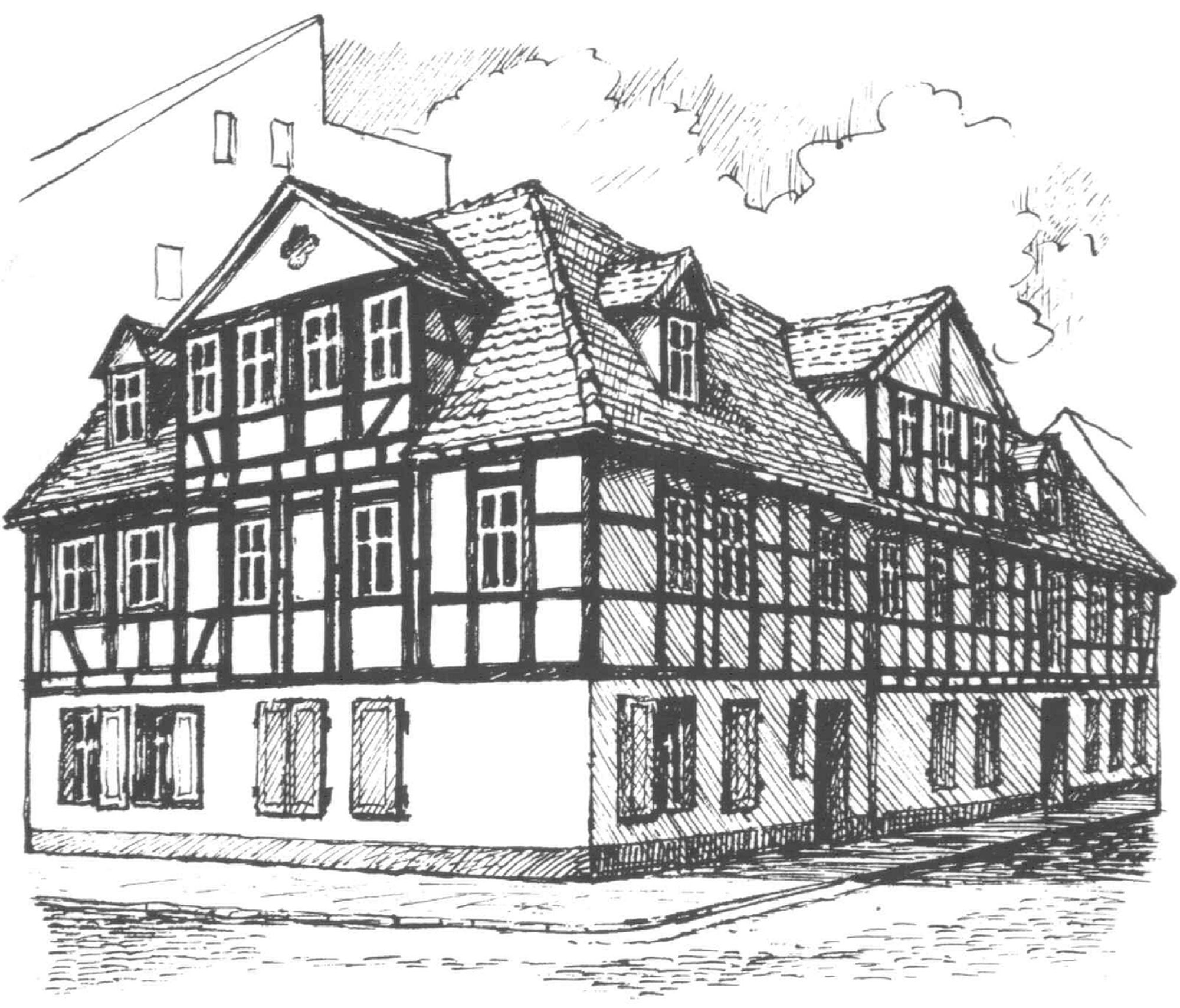
Museum

Das Heimatmuseum Meuselwitz wurde am 6. Dezember 1996 auf Initiative des Heimatvereins in Meuselwitz in Thüringen in zwei alten Fachwerkhäusern (ehemalige Weberei) der Neugasse 1 und 3 in der Nähe der Martinskirche eröffnet. Diese zählen zu den ältesten Häusern der Stadt und waren früher Weberhäuschen. Die Räume sind thematisch gegliedert. Die Ur- und Frühgeschichte, Stadtentwicklung, Bergbau, das Handwerk und Industrie.

## Geschichte
Im Dezember 1994 begann der Umbau des im Oktober 1993 notsanierten Gebäudes. Seit der Gesamtfertigstellung und der Einweihung im Dezember 1996 werden die Ausstellungsstücke im Museum präsentiert. Bis 1984 waren sie in der alten Mühle ausgestellt, dann zunächst provisorisch untergestellt und seit 1993 in der H.-Heine-Straße ausgestellt.

## Raumgliederung
1. Frühgeschichte und Heimatforscher Heinrich Meyer
2. Stadtgeschichte in Verbindung mit der Familie von Seckendorff
3. Stadtgeschichte bis 1945
4. Handwerk und Vereine in Meuselwitz
5. Bergbau im Raum Meuselwitz mit Gesteinssammlung
6. Großindustrie in und um Meuselwitz (Maschinenbau und Textilverarbeitung)
7. Siegelsammlung (größte Siegelsammlung Mitteldeutschlands)
8. Die Meuselwitzer Ortsteile
9. Das Altenburger Land

## Galerie

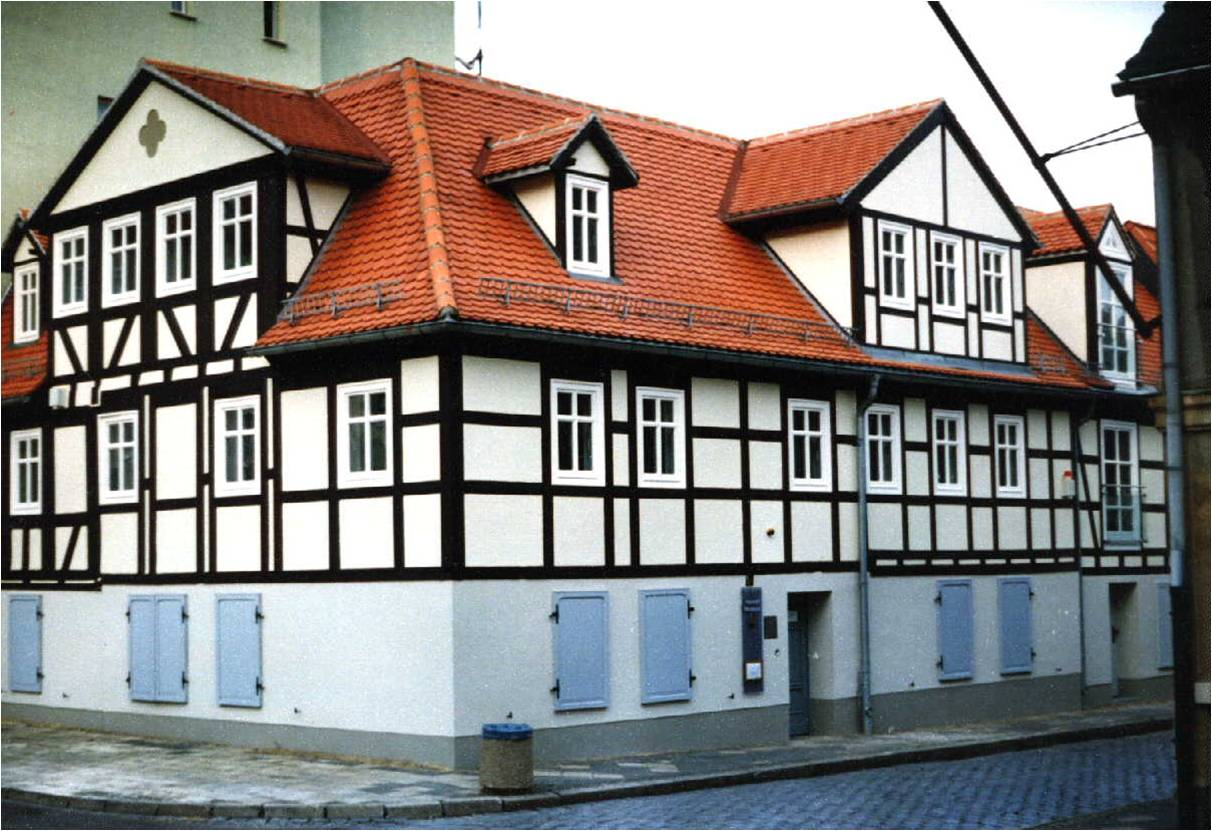
Heimatmuseum
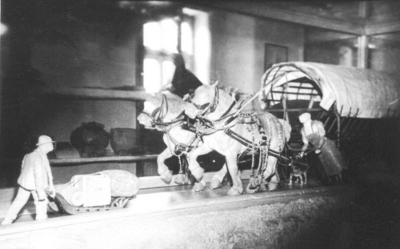
Schnitzarbeit Johannes Zuber
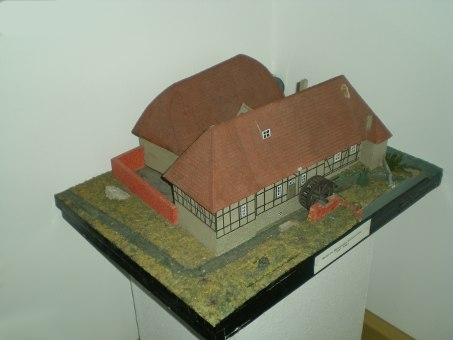
Alte Mühle – Abriss 1988
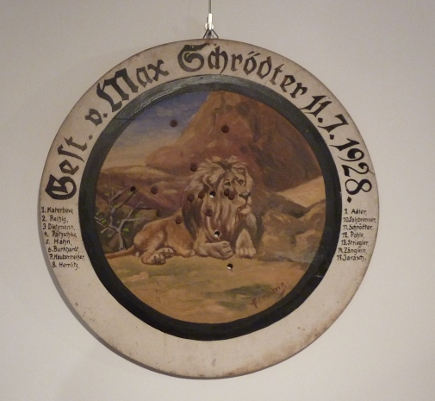
Schützenscheibe 1928